# Etgersches Gut

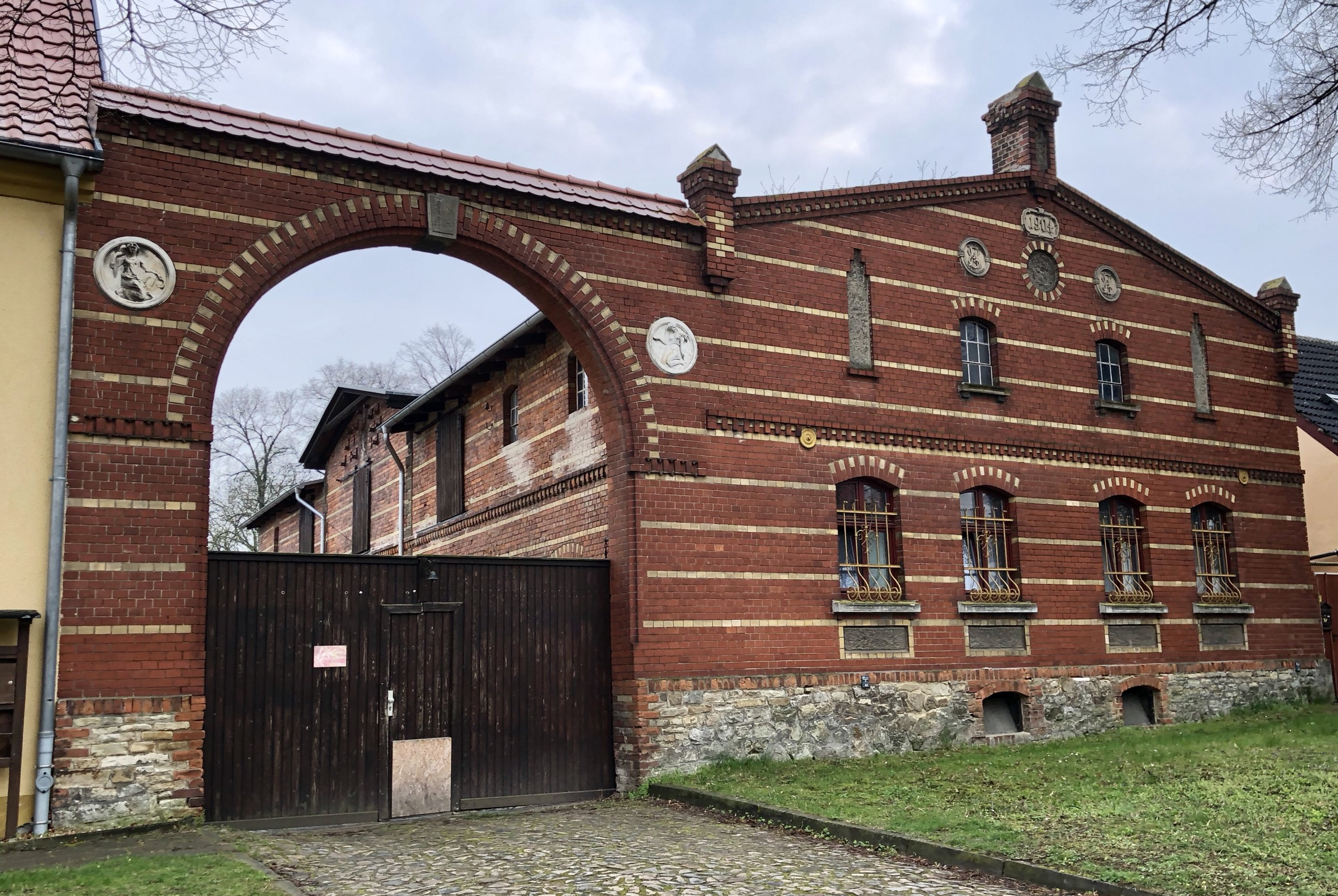
Etgersches Gut

Das Etgersche Gut ist ein denkmalgeschützter Bauernhof in Beyendorf bei Magdeburg in Sachsen-Anhalt.

## Lage
Der Bauernhof befindet sich auf der Südseite der Beyendorfer Dorfstraße im Zentrum des Ortsteils Beyendorf im Magdeburger Stadtteil Beyendorf-Sohlen an der Adresse Beyendorfer Dorfstraße 20.

## Architektur und Geschichte
Nach einer am Gebäude befindlichen Datierung entstand der zweigeschossige, aus Ziegelsteinen auf einem Sockel aus Bruchsteinen errichtete Bau im Jahr 1904. Die Fassade des giebelständig zur Straße angeordneten Hauses ist mit Ziegeln in unterschiedlichen Farben auffällig gegliedert. Im Giebel befinden sich zwei Medaillons, die verschlungene Monogramme darstellen. Östlich schließt sich ein in gleicher Weise wie die Fassade gestalteter Torbogen. In den Zwickeln des Torbogens befindet sich jeweils ein Stuckmedaillon mit Darstellungen von Fortuna und Demeter.
Im örtlichen Denkmalverzeichnis ist der Bauernhof unter der Erfassungsnummer 094 97507 als Baudenkmal verzeichnet.
Das Anwesen gilt als Beispiel größerer ländlicher Höfe in der Magdeburger Börde aus der Zeit der Jahrhundertwende zum 20. Jahrhundert.